# Бураттино

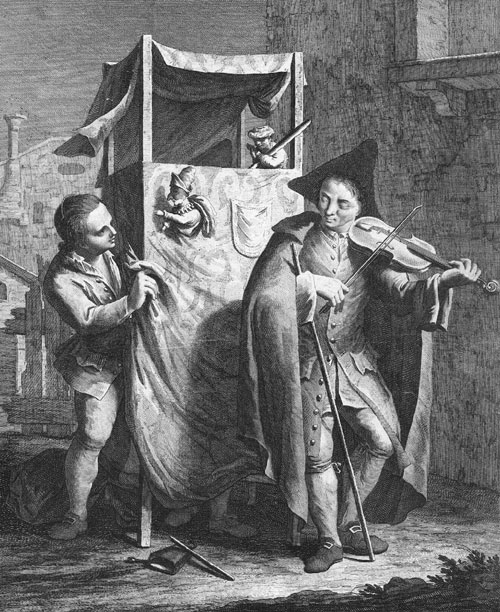
Марионетки, гравюра, ок.1770

Буратти́но (итал. Burattino) — второстепенный персонаж-маска итальянской комедии дель арте, один из дзанни; отвергнутый любовник, добрый, сентиментальный, но глуповатый и безвольный слуга; Бураттино не получил большой популярности на сцене и перекочевал в кукольный театр, где стал настолько известен, что к концу XVI в. так стали называть всех кукол, перчаточных и на нитках.
В современном итальянском языке слово «burattino» означает тряпичную куклу на пальцах (перчаточную) с деревянной головой.
Эта кукла получила большую популярность в СССР благодаря сказке А. Н. Толстого «Золотой ключик, или Приключения Буратино» (1936), хотя итальянские кукольники давали свои представления в России ещё в конце XVIII в.